# هاري بوتر وسجين أزكابان (فلم)
هاري بوتر وسجين أزكابان (بالإنكليزية: Harry Potter and the Prisoner of Azkaban)، وهو فلم خيالي أنتج في 2004 مبني على الرواية التي تحمل نفس الاسم للمؤلفة ج. ك. رولنغ، وهي الجزء الثالث في سلسلة هاري بوتر، وفي هذا الجزء يقوم هاري بوتر بترك منزل خالته وزوجها وابن خالته قبل أن تبدأ سنته الثالثة في مدرسة هوغوورتس للسحر والشعوذة وهنا يتفاجئ بوجود الديمنتورات وهم حراس سجن أزكابان قد جاءوا للبحث عن سيرياس بلاك الذي هرب من السجن بظروف غامضة. وقد سمع هاري بوتر بأنه هرب ليجده بعد أن خان أبوي هاري بوتر بإفشاء معلومات عن مخبأهم لفولدمورت ولكن هاري بوتر يكتشف أن بيتر بيتيغرو وهو صديق آخر هو الذي خانهما وليس سيرياس بلاك.
صدر الفلم في 31 مايو 2004 في المملكة المتحدة وفي 4 يونيو 2004 في أمريكا الشمالية، كأول فلم لهاري بوتر تم إصداره في شاشات عرض أيماكس. وكان أيضا آخر فلم هاري بوتر يتم إصداره على أشرطة الفيديو. تم ترشيح الفلم لجائزتي أوسكار وهما جائزة أفضل موسيقى وأحسن تأثيرات بصرية في حفل توزيع جوائز الأوسكار ال 77 عام 2005.
حقق سجين أزكابان إيرادات تقدر ب 796.7 مليون دولار في جميع أنحاء العالم ، مما جعله ثاني أكبر فلم ربحية في عام 2004، وحظي بالثناء على إخراج كورون وأداء الممثلين الرئيسيين. لقد شهد الفلم تغييرا ملحوظا في «نغمة وإخراج» سلسلة الأفلام، ويعتبرها العديد من النقاد والمشجعين واحدة من أفضل أفلام هاري بوتر.

## القصة
يبدأ الفلم في المنزل رقم 4 شارع برايفت داريف، يضطهد بوتر من قبل آل درسلي فيأخذ حقيبته ويخرج من المنزل ثم ينتقل لوزارة السحر حيث يجد اصدقائه رون وهيرموني ويخبره ويزلي عن سيرياس بلاك، وفي الطريق إلى هوغورتس، إحدى الدمنتورات يهاجمون هاري، ثم يصلون إلى هوغورتس حيث ألباس دمبلدور يلقي كلمته ويخبرهم بوجود الدمنتورات وهم حراس ازكابان، ويعلم «البروفسور ريموس» «هاري بوتر» كيف يواجه الدمنتورات
ومع الأحداث يعرف هاري بوتر بعض المعلومات عن سيرياس بلاك وانهم يعتقدون أنه أخبر فولدمورت بمكان جيمس وليلي بوتر وقتل بيتر بيتيغرو لذلك قامت الوزارة بسجنه في ازكابان، وبعد أن يصدر الحكم عن باكبيك وانهم يريدون قتله، يهرب فأر رون ويقومون بمطاردته فيسحب كلب أسود «الغريم» رون ويدخله إلى شجرة، فيتبعه هاري وهيرموني للداخل فيجدان سيرياس بلاك وثم يأتي البرفسور «ريموس جيه لوبين» ليشرح لهم ما حدث وأن بيتر بيتيغرو متحول في هيئة فأر رون «سكابرز»، وانه هو من قام بأخبار فولدمورت بمكان حيمس وليلي بوتر.
وعند خروجهم يكتمل القمر فيتحول البرفسور ريموس إلى ذئب، يعرف هاري بوتر أن سيرياس بلاك هو والده الروحي، ويهرب معه بجانب البحيرة حيث تهاجمه الدمنتورات ولا يستطيع ردعهم ولكن أحدا ما، وبطريقة معينة يقوم بمساعدة هاري وسيرياس بلاك.
وهكذا تتحقق النبؤة بأن «الخادم يتحرر في منتصف الليل»

## طاقم الفلم
دانيال رادكليف في دور هاري بوتر، وهو يتيم يبلغ من العمر 13 عامًا، يقيم عند عمته وعمه الذي لا يرحم، مشهور بسبب أنه نجا من محاولة قتل على يد الساحر المظلم لورد فولدمورت عندما كان رضيعا، لكن نجح فولدمورت في قتل أبويه، وهو طالب في مدرسة هوجورتس للسحر.
روبرت جرينت في دور رون ويزلي، أفضل صديق لهاري في هوجورتس.
إيما واتسون في دور هيرميون جرانجر، وصديقة هاري المفضلة.
توم فيلتون في دريكو مالفوي، عدو الثلاثي.
روبي كالترون في دور ريبوس هاجريد، وهو نصف عملاق وحارس في هوجورتس.
ريتشارد غريفيث في دور فيرنون دورسلي، عم هاري (غير السحري).
مايكل جامبون في دور ألباس دمبلدور، مدير مدرسة هوجوورتس وأحد أعظم السحرة في هذا العصر. تولى غامبون الدور بعد وفاة ريتشارد هاريس، الذي لعب دور دمبلدور في الفلمين السابقين، في 25 أكتوبر 2002، أي قبل 3 أسابيع من إطلاق الفلم الثاني. على الرغم من مرضه، كان هاريس مصمما على تصوير الجزء الخاص به، وقال لزميله ديفيد هيمان ألا يقوم بإيجاد بديل له.
غاري أولدمان في دور سيريوس بلاك، عراب هاري السيئ السمعة، الذي يهرب من سجن أزكابان السحري بعد أن قضى 12 عامًا هناك لكونه متهماً زوراً بأنه آكل الموت الذي خان والدا هاري إلى فولدمورت.
ديفيد ثيوليس كما ريمس لوبين، أستاذ الدفاع ضد الفنون المظلمة الجديد في هوجورتس.
جون هورت في دور اوليفاندر، صاحب محل اوليفاندرز، وهو صانع للعصي السحرية الذي يحظى بتقدير كبير.
آلان ريكمان مثل سيفيروس سناب، أستاذ مادة الوصفات السحرية ورئيس منزل سليذرين.
إيما طومسون في دور سايبيل تريلاوني.
فيونا شو في دور عمة هاري.
ماجي سميث في دور مينيرفا ماكغوناجال، نائبة مديرة المدرسة، رئيسة منزل جريفندور ومدرّسة التحول في هوجورتس.
جولي والترز كما مولي ويزلي، أم رون.
- جايسون إيزاكس كما لوسيوس مالفوي

## الإنتاج

### الموسيقي
جون ويليامز عاد لتأليف الموسيقي في الفلم بعد تأليف موسيقي الفلم الأول والثاني.

## وصلات خارجية
- هاري بوتر وسجين أزكابان على موقع IMDb (الإنجليزية)
- هاري بوتر وسجين أزكابان على موقع ميتاكريتيك (الإنجليزية)
- هاري بوتر وسجين أزكابان على موقع الموسوعة البريطانية (الإنجليزية)
- هاري بوتر وسجين أزكابان على موقع روتن توميتوز (الإنجليزية)
- هاري بوتر وسجين أزكابان على موقع نتفليكس (الإنجليزية)
- هاري بوتر وسجين أزكابان على موقع قاعدة بيانات الأفلام العربية
- هاري بوتر وسجين أزكابان على موقع ألو سيني (الفرنسية)
- هاري بوتر وسجين أزكابان على موقع Turner Classic Movies (الإنجليزية)
- هاري بوتر وسجين أزكابان على موقع أول موفي (الإنجليزية)
- هاري بوتر وسجين أزكابان على موقع بوكس أوفيس موجو (الإنجليزية)